# Mahol
 (août 2022).
Si vous disposez d'ouvrages ou d'articles de référence ou si vous connaissez des sites web de qualité traitant du thème abordé ici, merci de compléter l'article en donnant les références utiles à sa vérifiabilité et en les liant à la section « Notes et références ».
Mahol, ou Machol, mot hébreu qui signifie danse[réf. souhaitée], est un personnage de la Bible (1 Rois 4 verset 31). Il a quatre fils dont la sagesse n'est surpassée que par celle du roi Salomon.